# جان تود
جان تود (بالإنجليزية: Jan Todd)‏ هي رباعة ومؤرخة أمريكية، ولدت في 22 مايو 1952 في بنسيلفانيا في الولايات المتحدة.